# Arrecife Hughes
El Arrecife Hughes (en chino: 东门礁; en tagalo: Hughes; en vietnamita: đá Tư Nghĩa) es un arrecife en los bancos de la Unión en el grupo de islas Spratly, en el Mar de China Meridional. Esta solo por encima del agua durante la marea baja. China incrementado su superficie con el proceso de ganancia de tierras al mar en el lugar hasta 7,5 hectáreas.
Se encuentra en el centro de Spratly, está ocupado por la República Popular de China, y tiene un faro en la parte superior de un puesto de avanzada de dos pisos de Defensa construidos por los chinos en el territorio. El espacio es reclamado además por Filipinas, Taiwán y Vietnam.
Su topografía natural original es una elevación de marea baja que queda sumergida bajo el agua durante la marea alta. Las elevaciones de marea baja no tienen aguas territoriales, zonas económicas exclusivas ni plataformas continentales propias. El tamaño total del arrecife sumergido durante la marea alta es de aproximadamente 2 km de norte a sur, 1,9 km de este a oeste y una superficie de unos 2 km².

## Historia
Anteriormente estaba bajo el control de Vietnam, pero en 1988, durante la batalla naval de las islas Spratly (batalla naval de la arrecife de Caqui), el Ejército Popular de Liberación de China atacó al ejército vietnamita y lo conquistó. Actualmente, la República Popular China ejerce el control efectivo y la infantería de marina del Ejército Popular de Liberación de China está estacionada allí. La República de China (Taiwán) y Vietnam reclaman la jurisdicción sobre este arrecife.
Entre 2014 y 2015, China reclamo tierras al mar en este atolón y construyó una isla artificial, cuya superficie se ha ampliado a 75 000 m². En la isla se han construido edificios administrativos, un helipuerto y un muelle. Según el Convenio de las Naciones Unidas sobre el Derecho del Mar, solo los países cuyos arrecifes se encuentren dentro de su zona económica exclusiva o plataforma continental pueden construir islas artificiales en arrecifes, salvo que estos se encuentren en aguas internacionales. Además, no se puede reclamar ninguna zona marítima, zona económica exclusiva o plataforma continental a partir de una isla artificial.